# Wiebe Holding
Die Wiebe Holding ist ein deutsches Bauunternehmen aus Achim (Niedersachsen) bei  Bremen. Als Mutterunternehmen steht die Wiebe Holding GmbH & Co. KG mit mehreren Tochtergesellschaften im Inland und europäischen Ausland. Mehr als 1200 Mitarbeiter erwirtschafteten 2019 einen Umsatz von ca. 300 Mio. Euro.

## Geschichte

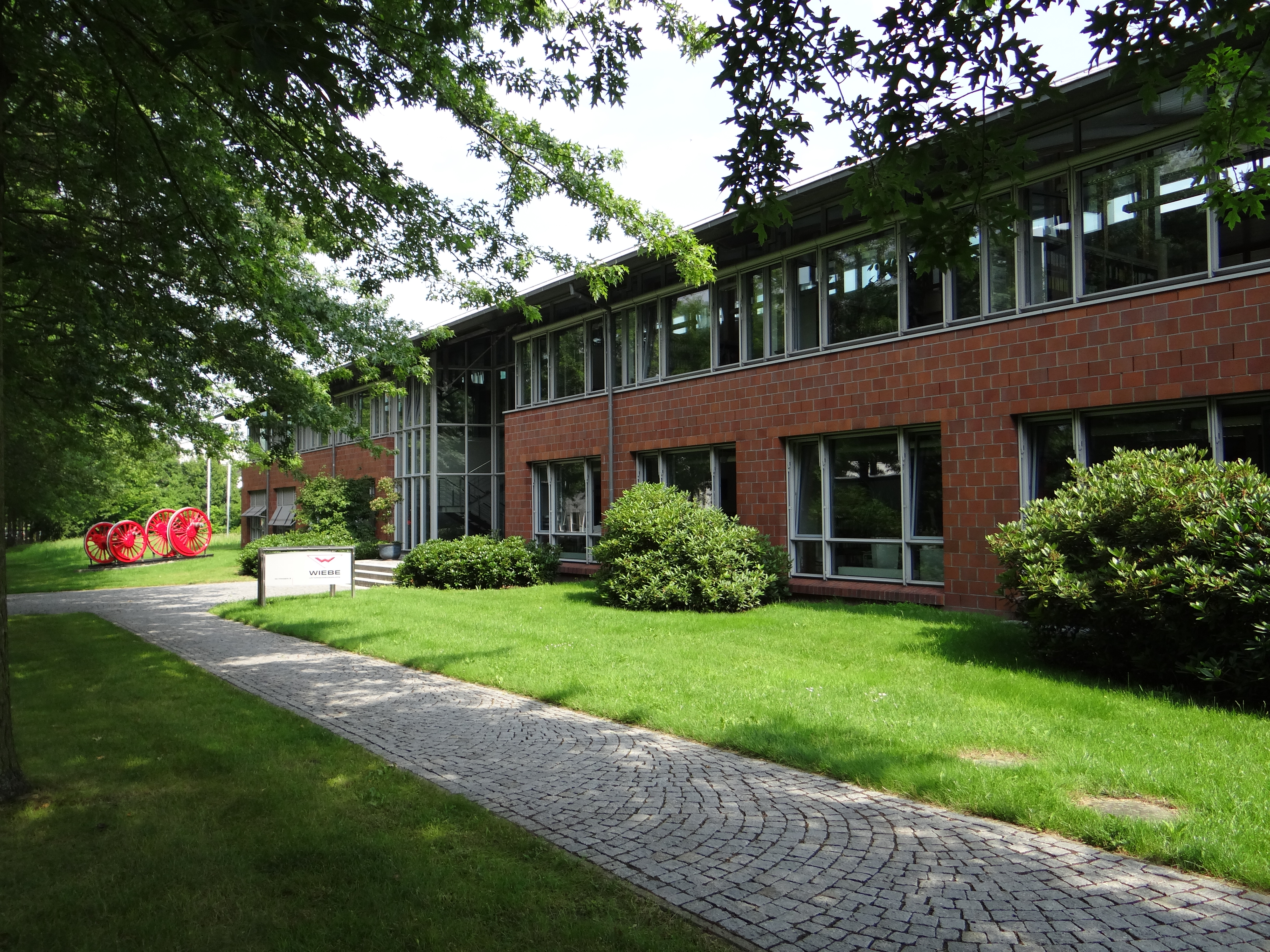
Zentrale in Achim-Uesen

Ende des 17. Jahrhunderts war Dieter Hermann Friedrich Wiebe als Anbauer und Zimmermeister in Danzig bekannt. Zu Beginn des 18. Jahrhunderts siedelte die Familie Wiebe nach Dörverden und gründete dort 1848 einen eigenen Zimmereibetrieb. Die Dörverdener Kirche überließ dem Hause Wiebe ein Grundstück, welches noch heute für Unternehmenszwecke genutzt wird. Das Familienunternehmen wuchs im Laufe der Jahre kontinuierlich an und befindet sich mittlerweile in den Händen der 6. Generation.
1932 stieg das Unternehmen in den Gleisbau ein. In den folgenden Jahren richtete man sich auf den maschinengebundenen Gleisbau aus.
Die stark wachsende deutsche Wirtschaft in den 1950er bis 1970er Jahren ließen sowohl die Ansprüche an die Eisenbahnstrecken und damit auch den Ausbau des Schienennetzes folgen. Die erste Gleisbaumaschine konnte 1958 in Betrieb genommen werden.
Im Jahr 1977 gründete das Unternehmen die erste Tochtergesellschaft, um das Leistungsspektrum neben dem Gleisbau zu erweitern. 1988 akquirierte das Unternehmen mit einem Gleisbauprojekt in Belgien den ersten Auslandsauftrag. Mit dem wachsenden Maschinenpark und steigenden Mitarbeiterzahlen wurde 1993 das neue Verwaltungsgebäude, welches der Hauptsitz der Unternehmensgruppe ist, bezogen.
1998 verschmolzen die 1990 gegründete H.F.Wiebe Gleis- und Tiefbau GmbH und die 1992 gegründete Hermann Wiebe GmbH & Co. KG miteinander zur GBM Wiebe Gleisbaumaschinen GmbH.
Der 1000. Mitarbeiter trat 1999 in das Unternehmen ein. Ebenfalls kurz vor der Jahrtausendwende stellte H.F.Wiebe die erste RPM 2002 in Dienst. Die RPM 2002 wurde zusammen mit der Wiebe-Gruppe konzipiert; die größte Gleisbaumaschine der Welt stellte zu diesem Zeitpunkt ein Unikat dar. Die Gründung internationaler Tochtergemeinschaften begann 2000. Im Jahre 2002 wuchs der Maschinenpark der Gruppe um eine weitere RPM 2002 an.

## Leistungsspektrum

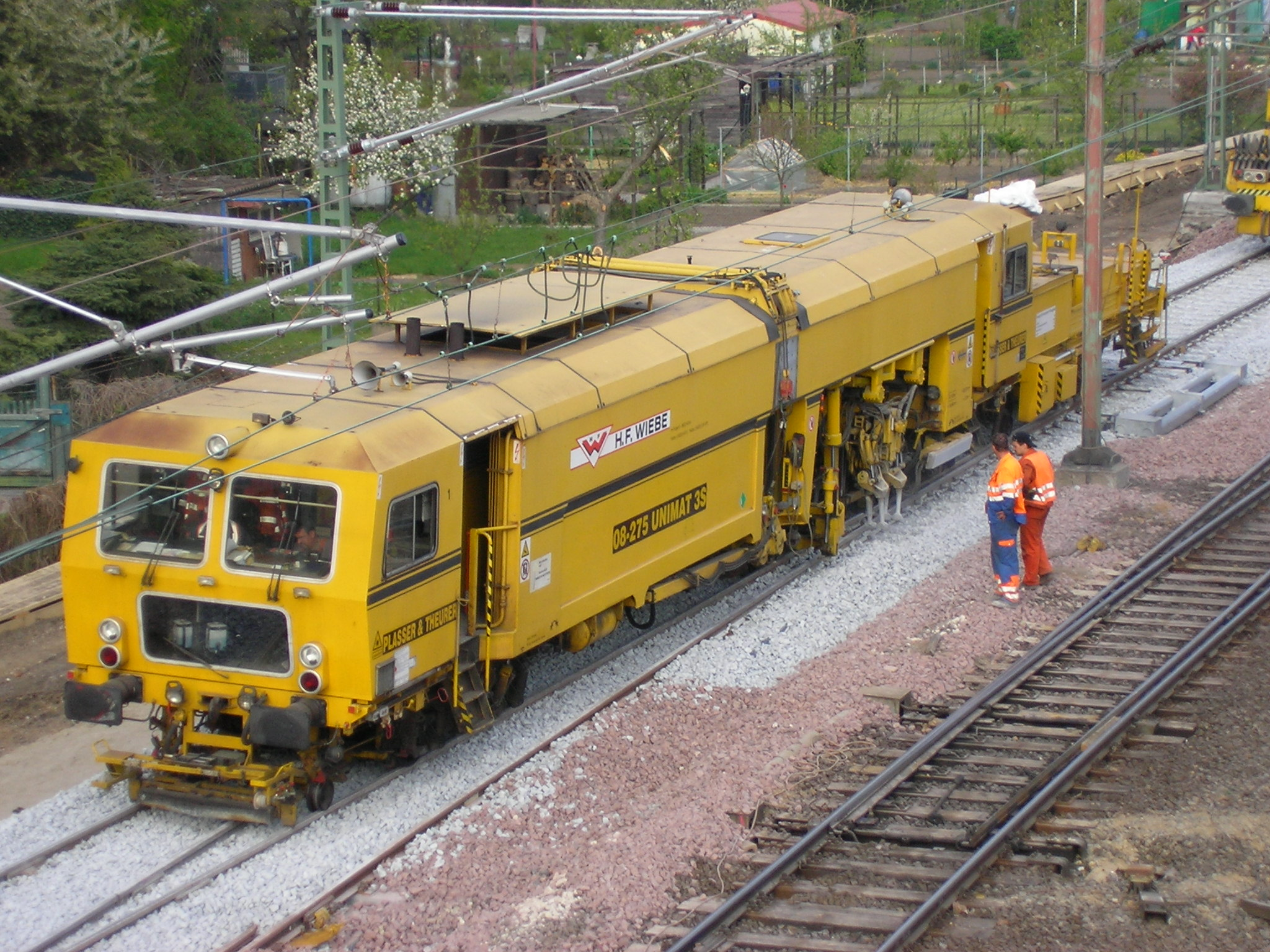
Stopfmaschine im Einsatz

Die europaweit agierende Unternehmensgruppe ist sowohl im maschinengebundenen als auch im konventionellen Gleisbau, sowie im Ingenieur-, Hoch- und Schlüsselfertigbau tätig. Seit kurzem ist die Unternehmensgruppe auch im Bereich der Projektentwicklung von Windparks tätig. Zudem bietet sie Projektentwicklungen, Bausanierungen und Logistikleistungen an.

## Auszeichnungen
- 2010 wurde die Unternehmensgruppe in der Kategorie Bauleistungen zum DB-Lieferanten des Jahres ausgezeichnet.

- Die H. F. Wiebe GmbH & Co. KG ist im Jahr 2010/2011 für ihr innovatives Schottertausch-System mit Planumsverbesserung mit dem Innovationspreis des Privatbahn Magazin ausgezeichnet worden.